# Flagge von Saint-Barthélemy
Als französisches Überseegebiet führt Saint-Barthélemy die Flagge Frankreichs.

## Lokale Flagge

Lokale Flagge von Saint-Barthélemy

Vor dem ehemaligen Rathaus und heutigen Sitz des Territorialrates in Gustavia ist als Symbol der Insel eine weiße Flagge mit dem Wappen Saint-Barthélemys gesetzt. Das Wappen wurde von Mireille Louis für die damalige Gemeinde Saint-Barthélemy entworfen.